# Stanley Benham
Stanley Delong Benham, noto Stan (Lake Placid, 21 dicembre 1913 – Miami, 22 aprile 1970) è stato un bobbista statunitense.

## Biografia
Ai VI Giochi olimpici invernali (edizione disputatasi nel 1952 a Oslo, Norvegia) vinse la medaglia d'argento nel bob a quattro con i connazionali Patrick Henry Martin, Howard Wallace Crossett e James Neil Atkinson. Meglio di loro solo la nazionale tedesca (medaglia d'oro).
Il tempo segnato fu di 5:10,84  quasi un secondo di differenza da quella svizzera (5:11,70) e quasi tre secondi dalla prima classificata (5:07,84). Con Patrick Henry Martin ottenne un'altra medaglia d'argento nel bob a due con 5:26,89, sempre nella stessa edizione.
Oltre alle medaglie olimpiche conquistò numerose medaglie ai campionati mondiali, tra cui due ori (bob a quattro nel 1949, primo campione del mondo statunitense della storia, e nel 1950), quattro argenti ed un bronzo.
Vinse anche sette titoli di campione nordamericano e sei titoli AAU.
Tra gli atleti statunitensi più titolati in questo sport, negli anni '60 fu anche commentatore per la televisione.
Gli è stata inoltre intitolata una curva della pista olimpica Mt. Van Hoevenberg Olympic Bobsled Run a Lake Placid, denominata Benham's Bend.

## Palmarès

### Olimpiadi
- 2 medaglie:
  - 2 argenti (bob a due, bob a quattro ad Oslo 1952).

### Mondiali
- 6 medaglie:
  - 2 ori (bob a quattro a Lake Placid 1949; bob a quattro a Cortina d'Ampezzo 1950;
  - 4 argenti (bob a due a Cortina d'Ampezzo 1950; bob a due, bob a quattro ad Alpe d'Huez 1951; bob a due a Lake Placid 1961).
  - 1 bronzo (bob a due a Cortina d'Ampezzo 1954).

### Campionati nordamericani
- 7 medaglie:[1]
  - 7 ori (bob a due nel 1951, 1954 e 1956; bob a quattro nel 1948, 1951, 1953 e 1956).